# Tấn Mỹ

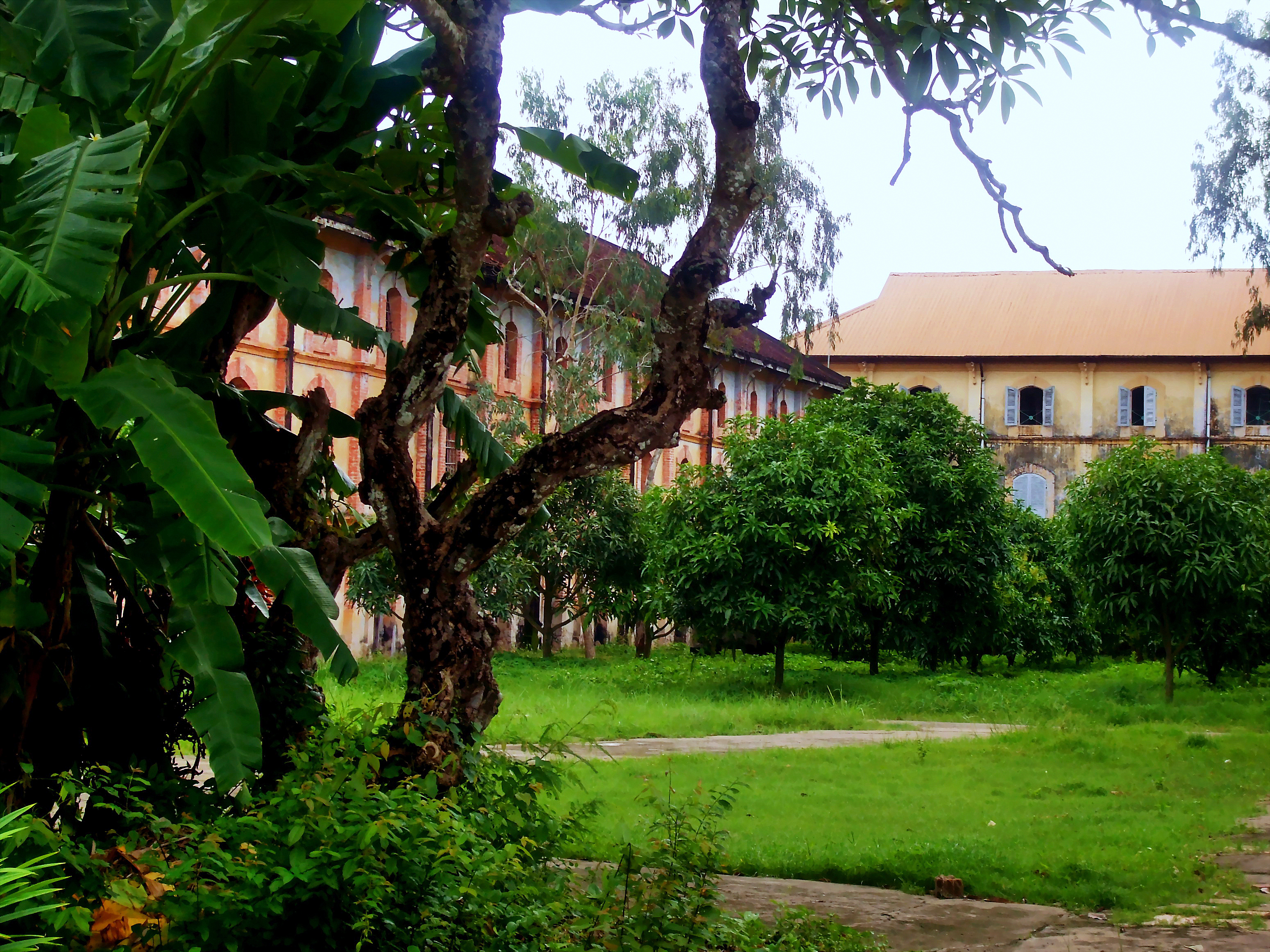
Vue de l'ancien hospice et couvent des Sœurs de la Providence en 2008

Tấn Mỹ est une commune rurale du Viêt Nam au sud du pays dans le delta du Mékong, regroupant plusieurs villages. Elle se trouve sur l'île de Giêng (ou Culaogieng) et fait partie de la province d'An Giang et du district de Chợ Mới.
C'est ici que se trouve l'ancienne mission de Đầu Nước (faisant partie aujourd'hui de la paroisse de Cù Lao Giêng) où a été construite par les  prêtres des Missions étrangères de Paris en 1879-1889 l'église catholique du lieu de style néoroman, afin de subvenir aux besoins des paysans de cette région christianisée depuis le XVIIIe siècle. Le premier prêtre desservant est le R.-P. Augustin Gazignol (1843-1917), originaire du diocèse d'Albi. Il est enterré à l'église.
Saint Emmanuel Lê Văn Phụng (1796-1859), l'un des martyrs du Viêt-Nam, né à Biên Hòa, habitait à Giêng.
Père Francis Xavier Truong Buu Diep (vietnamien : Cha Phanxicô Trương Bửu Diệp ou Cha Diệp , 1er janvier 1897 - 12 mars 1946)  prêtre catholique renommé a pursuit son sesminaire d' Etude à Cu Lao Gieng. 
L'église dessert également le couvent des Sœurs de la Providence de Portieux, construit en 1872-1874 qui tenaient un orphelinat, une léproserie et un hospice, avec une immense chapelle aujourd'hui en état de décrépitude. 
Actuellement la maison des religieuses sert de maison de retraite pour les religieuses âgées. Leur maison principale se trouve à Can Tho. Un séminaire a également été construit à proximité de la paroisse.
L'architecture de l'église est de style néoroman et éclectique français. Elle appartient au diocèse de Long Xuyên. L'endroit a souffert de l'incursion des Khmers rouges en avril 1978.